# Lucia von Bardas
Lucia von Bardas è un personaggio dei fumetti creato da Brian Michael Bendis e Gabriele Dell'Otto, pubblicato dalla Marvel Comics. La sua prima apparizione è in Secret War n. 1 (febbraio 2004). È una supercriminale originaria della Latveria.

## Biografia del personaggio
Lucia von Bardas ha insegnato nell'Università Americana della Carolina del Nord. Quando gli Stati Uniti tolsero al Dottor Destino il controllo del suo paese, si presentò come candidato per le elezioni presidenziali latveriane, e il governo statunitense la finanziò e la sostenne per avere un leader facilmente controllabile. In realtà, le cose andarono diversamente: dopo essere stata eletta, Lucia usò la tecnologia di Destino per finanziare alcuni supercriminali statunitensi di seconda categoria, usando il Riparatore come tramite.
Quando Nick Fury (l'allora Direttore dello S.H.I.E.L.D.) lo scoprì in seguito al progetto denominato «Circuito», informò il governo chiedendo il permesso di agire, ma per questioni diplomatiche gli venne detto di abbandonare l'indagine.
Ma Fury non lo fece: reclutata una piccola squadra di supereroi che gli dovevano favori (Daisy Johnson, Capitan America, Devil, Luke Cage, la Vedova Nera, l'Uomo Ragno e Wolverine), si diresse in Latveria dove, nel corso di un raid, fece distruggere il castello di Destino da Daisy Johnson con Lucia all'interno.
Creduta morta a lungo, ritorna a New York un anno dopo come cyborg per vendicarsi: aggredisce Cage a casa sua lasciandolo in fin di vita e, insieme con i supercriminali di cui aveva finanziato i potenziamenti, affronta la squadra di Fury e i Fantastici Quattro sulle banchine del porto. Attiva una bomba all'antimateria installata a loro insaputa nella loro attrezzatura, scatenando una tale quantità di energia da poter distruggere la città; ma viene fermata in tempo da Daisy, che la uccide facendola esplodere dall'interno per ordine di Fury.

## Poteri e abilità
Dopo la trasformazione in cyborg, Lucia è in grado di volare ed emettere energia sotto varie forme.